# Raul Ruiz (politico)
Raul Ruiz (Coachella, 25 agosto 1972) è un politico e medico statunitense, membro della Camera dei Rappresentanti per lo stato della California dal 2013.

## Biografia
Nato in California da genitori immigrati dal Messico, Ruiz studiò alla UCLA e ad Harvard, laureandosi in medicina. Dopo aver conseguito la laurea, Ruiz lavorò come medico di pronto soccorso e prestò servizio anche all'estero.
Al contempo Ruiz svolse attivismo politico e aderì al Partito Democratico. Nel 2012 decise di candidarsi alla Camera dei Rappresentanti e si trovò a dover sfidare la deputata repubblicana in carica Mary Bono Mack. Ruiz fu dato per favorito, anche perché la Bono Mack risentiva del ridefinimento dei distretti congressuali, che l'aveva portata a cercare il voto di un elettorato molto meno favorevole ai repubblicani rispetto al suo distretto precedente. Ruiz, come previsto, sconfisse la Bono Mack e approdò al Congresso.